# Бял стих
Бял стих или верлибър (от френски: vers libre) свободен стих, който е изграден на тонична и синтактична основа, а не върху броя на сричките. Това е стих, освободен от строга ритмична и римова композиция, характерен за поезията на XX в.  В основата му стои еднородна синтактична организация, определяща и еднородната интонация за всеки от стихотворните редове. Тази повтаряща се интонация е изразено в синтактично построени фрази и определя своеобразния ритъм на стихотворението. Построен е на повторението на периодично сменящи се фонетични същности на различни нива, като компоненти на това повторение в съответен ред могат да бъдат фонема, сричка, стъпка, ударение, дума, група от думи или фраза. За първи път терминът се използва от Ричард Олдигтон в предговора му към Антологията на имажизма. „Ние не настояваме за това, че верлибрът е единственият метод за писане на поезия. Но ние отстояваме правото и свободата на поетите да пишат по този начин". Според Т. С. Елиът „Авторът на верлибра е свободен във всичко, ако не се отчита необходимостта да създаде хубави стихове". В своето „Похвално слово за свободния стих" Дейвид Х. Лоурънс го определя като „пряк изказ на съвременния, цялостния човек. Той е умът и сърцето, и душата, събрани в една вълна. И те говорят заедно и едновременно - в единен хор." (по превод на Огнян Стамболиев).